# Milet (biskup Trewiru)
Święty Milet (V wiek?) – biskup Trewiru.
Jego imię pojawia się w późnych zestawieniach biskupów Trewiru. Wspominany w Martyrologium Hieronimiańskim pod dniem 19 września.
Jego pontyfikat lokuje się na czasy Childeryka I, króla Franków, jednak w literaturze wskazuje się na słabe elementy tej hipotezy.